# フルカト
ザキルジャン・ホルムハンマド・ウグリ・フルカト（ウズベク語: Zokirjon Xolmuhammad oʻgʻli Furqat / Зокиржон Ҳолмуҳаммад ўғли Фурқат、ロシア語: Закирджан Фуркат、1859年-1909年、通称：フルカト）はウズベキスタンの作家、詩人、政治活動家である。通称である「フルカト」は彼が詩を創作、発表する際に使用していたペンネームである。彼は現代ウズベキスタン文学の発展に大きな影響を及ぼした。フルカトはロシア帝国時代の他の作家と同様に、自身の作品内においてロシア帝国やその文化を賛美することを強要されていた。 フルカトがロシア帝国による支配の苛烈さを批判した詩の創作を始めると、彼は東トルキスタンへと追放された。

## 生涯
ザキルジャン・ホルムハンマド・ウグリは1859年にコーカンドで生まれた。彼は14歳の時にマドラサに入学し、アラビア語とペルシア語を学ぶことで中東地域の文学に興味をもつようになった。1876年、彼は叔父の店を手伝うためにマルギランへと移りすんだ。1880年、ホルムハンマド・ウグリはコーカンドへと再び戻り、結婚した。1889年、彼はタシュケントへと移住した。1891年よりホルムハンマド・ウグリは旅で多くの国を回った。この中にはアゼルバイジャン、トルコ、サウジアラビア、エジプト、ギリシャ、ブルガリア、インドなどが含まれていた。彼は1893年にヤルカンドに到着し、1909年に亡くなるまでヤルカンドで暮らした。

## 作品
ザキルジャン・ホルムハンマド・ウグリは青年期に離別を意味する「フルカト」というペンネームで詩の創作を始めた。彼はこの他にも、「喜び」を意味するペンネーム、「ファルハト」というペンネームで詩を創作していたこともある。フルカトは人間の尊厳を礼賛し、宗教や禁欲主義に反対していた。1891年、フルカトは自伝となる書籍「サルグザシュトナーマ」（サルグザシュトノマ、冒険の書）を書き上げた。この書籍は「フルカトナーマ（フルカトノマ）」とも呼ばれている。フルカトが創作した他の作品としては、「ギムナジヤ」（ギムナジウム）、「イルム・ホシヤティ」（教育の効用）、 「ヴィスタフカ・フススィーダ」（展示会について）、「アクト・マジュリスィー・フススィーダ」（言論集会について）、「ナグマ・バズミ・フススィーダ」（音楽隊について）、「アダシュガンマン」（過ちを犯して）、「ファスリー・ナフバホール・ウルディー」（遠き春）、「サイーディング・グヤーベル、サイヤード」（狩人よ、狩りをやめよ)、「ケリンチャク」（婚礼）、「サバガ・ヒターブ」（東風に願えば)、「ボルマスミズ」（進まない）などがある。デヴォン（ディーワーン）や「ハンマーミー・ハヤール」（思考の浴場）、「チョール・ダルヴィーシュ」（4人のダルヴィーシュ）、「ヌーフ・マーンザル」（9つの面）のように、フルカトの作品の中には現存しないものがある。

## 参考資料
- Sabirov, M. (1958), Obschestvenno-politicheskie vzglyady Zakirdzhana Furkata (The Socio-Political Views of Zakirjan Furkat), Zvezda Vostoka.
- Abdugafurov, A. H. (1974). “O realizme v uzbekskoj demokraticheskoj literature (On Realism in Uzbek Democratic Literature)”. Problemy realizma v literaturah narodov Sovetskogo Vostoka (Realism in the Literature of the Soviet East).
- Furqat va Muqimiy haqida maqolalar (Articles on Furqat and Muqīmī), タシュケント, (1958).
- Rasul, H. (1959), Furqat, タシュケント.